# René Cardona junior
René Cardona Jr. (* 11. Mai 1939 in Mexiko-Stadt; † 5. Februar 2003 in Mexiko) war ein mexikanischer Filmemacher und Schauspieler. Er ist der Sohn des mexikanischen Regisseurs René Cardona senior und der Vater von René Cardona III (1962–2021), der ebenfalls als Schauspieler und Regisseur arbeitete.

## Leben
René Cardona Jr. begann mit der Schauspielerei in den Filmen seines Vaters. Ab 1962 führte er selber Regie. Im Laufe der Jahre inszenierte er über hundert Filme, schrieb ca. 70 Drehbücher und produzierte über 30 Filme. 1977 erlangte er internationalen Erfolg durch den Film Tintorera! Meeresungeheuer greifen an, der in Amerika zu einem Kultklassiker wurde.
Cardona Jr. nutzte in den späten 1970er Jahren die Chance der Zusammenarbeit zwischen der mexikanischen, spanischen und italienischen Filmindustrie, sodass er in der Lage war, eine große Zahl an Filmen mit vergleichsweise großem Budget und professionellen, internationalen Besetzungen und Crews zu drehen. In dieser Zeit gelang es ihm auch, viele und beliebte amerikanische Schauspieler wie Joseph Cotten, John Huston, Gene Barry, Stuart Whitman, John Ireland, Arthur Kennedy und Lionel Stander einzustellen und den internationalen Ticketverkauf anzukurbeln. Die meisten dieser Schauspieler kamen frisch von ähnlichen Gastauftritten in italienischen Filmen der gleichen Zeit. Diese kurze Phase des internationalen Erfolgs ließ Mitte der 1980er Jahre nach. Für die nächsten Jahrzehnte bis zu seinem Tod wandte sich Cardona Jr. wieder den spanischsprachigen mexikanischen B-Movies zu. Er arbeitete in dieser Zeit mit dem mexikanischen Hauptdarsteller Hugo Stiglitz oder Andrés García zusammen, die beide kurzzeitig internationalen Ruhm genossen, als sie regelmäßig in Cardona-Jr.-Filmen zu sehen waren.

## Genre
Cardona Jr. versuchte sich in einer Vielzahl von Genres, von Katastrophen-, Horror-, Science-Fiction-Filmen bis hin zu sensationellen historischen Dramen wie dem Jonestown-Massaker, nacherzählt als Guayana – Kult der Verdammten (1979).
Cardona Jr. ist besonders berüchtigt für seine Vorliebe für Tierquälerei beim Filmen. Ein lebender Hai wurde während der Dreharbeiten zu Tintorera getötet, eine Katze wurde in Die Rache der 1000 Katzen über eine Mauer und lebende Vögel wurden durch Fenster geworfen, um die Vogelangriffsszenen in Birds of Prey (1987) zu filmen.

## Filmografie
- 1963: Buenos días Acapulco
- 1966: Juan Pistolas
- 1967: Dos pintores pintorescos
- 1967: Un par de robachicos
- 1969: El ojo de vidrio
- 1970: Vuelve el ojo de vidrio
- 1970: La mujer de oro
- 1970: Robinson Crusoe und der Tiger (Robinson Crusoe)
- 1972: Die Rache der 1000 Katzen (La noche de los mil gatos)
- 1972: Blood Feast
- 1975: Die phantastische Reise im Ballon (Viaje fantástico en globo)
- 1975: Trommeln über dem Sklavencamp (El valle de los miserables)
- 1977: Tintorera! Meeresungeheuer greifen an (Tintorera)
- 1977: Der weiße Sohn des Gorillas (El rey de los gorilas)
- 1978: SOS-SOS-SOS Bermuda-Dreieck (Il triangolo delle Bermude)
- 1978: Tornado (Cyclone)
- 1979: Guayana – Kult der Verdammten (Guyana, el crimen del siglo)
- 1980: Tage des Wahnsinns (Traficantes de pánico)
- 1983: Spicy Chile
- 1985: Fiebre de Amor
- 1985: Das Geheimnis der blauen Diamanten (El tesoro del Amazonas)
- 1987: Escápate Conmigo
- 1987: Birds of Prey (El ataque de los pájaros)
- 1988: Pero sigo siendo el rey
- 1990: Deliciosa Sinvergüenza
- 2004: Historias y testigos: ¡Ni una muerta más! (Fernsehfilm)